# Bombay Dreams
Bombay Dreams – debiutancki singel Aneeli i Rebekki, który został wydany w 2004 roku. Został umieszczony na albumie Aneeli Mahi.
W 2005 roku została wydana wersja z udziałem Arasha, która została umieszczona na jego debiutanckim albumie Arash.

## Lista utworów
- CD singel (2004)[2]

1. „Bombay Dreams” (Radio Version) – 2:55
2. „Bombay Dreams” (Extended Version) – 4:16

## Notowania na listach sprzedaży
| Kraj    | Lista (2004/2005) | Najwyższa pozycja |
| ------- | ----------------- | ----------------- |
| Szwecja | Top 60 Singles    | 3                 |